# Wheatley Lane
Wheatley Lane – wieś w Anglii, w hrabstwie Lancashire, w dystrykcie Pendle. Leży 42 km na północ od miasta Manchester i 296 km na północny zachód od Londynu.